# Jan Chryzostom Pasek
Jan Chryzostom Pasek (Rawa Mazowiecka, 1636 – Niedzielinski, 1º agosto 1701) è stato uno scrittore, nobile e militare polacco, celebre soprattutto per i suoi Annali (Pamiętniki).

## Biografia
Pasek nacque da Pan Marian Władysław Pasek e Pani Jadwiga Pasek (nata Piekarska), venne educato ed istruito a Rawa Mazowiecka.
In seguito si arruolò nell'esercito all'età di 19 anni e per 11 anni fu soldato nell'esercito polacco, partecipando alla guerra contro gli svedesi e dopo a quella contro i moscoviti e infine a quella contro i Turchi, dopo di che si sposò.
Rimase influenzato e impressionato dalle lotte, dalle guerre che attraversavano la sua nazione, finendo per legarsi al destino del sovrano, provando molta simpatia per lui (prima fu Korybut poi Sobieski), dimostrandosi molto originale in questa sua scelta, dato che mediamente l'aristocrazia e la nobiltà erano tendenzialmente orgogliose e fiere di se stesse.
Queste sue caratteristiche, idee e convinzioni resero ancor più interessanti gli Annali, scritti tra il 1690 e il 1695, sia per lo stile vivace sia per la qualità letteraria e anche per l'importanza storica.
In realtà ottennero successo nell'Ottocento, dopo che vennero stampati per la prima volta nel 1836; il testo descrive i complicati eventi accaduti nel periodo che va dal 1656 fino al 1688, un periodo di guerre.
Gli Annali si caratterizzarono per un linguaggio particolare, un misto fra il latino e un polacco barocco, e costituirono una descrizione fresca, verace, con elementi umoristici della società contemporanea all'autore.
I suoi Annali ebbero una notevole influenza sugli scrittori polacchi dell'Ottocento, sia per lo stile sia per i contenuti.

## Opere
- Annali (Pamiętniki) (1690-1695).